# The Hap'nin's
The Hap'nin's — студійний альбом американського джазового саксофоніста Джиджі Грайса, випущений у 1960 році лейблом New Jazz.

## Опис
Альт-саксофоніст Джиджі Грайс, який залишить музику через декілька років, тут очолює свій квінтет 1960 року. Трубач Річард Вільямс і піаніст Річард Ваєндс грають чудові соло на шести стандартах (два з яких, «Minority» і «Nica's Tempo», є найвідомішими композиціями Грайса), а їм допомагають басист Джуліан Юелл і ударник Міккі Рокер. Цей сет у стилі хард-боп є досить сильним, попри те, що гурт після закінчення кар'єри Грайса був призабутим.
Альбом вийшов у 1960 році на лейблі New Jazz, дочірньому Prestige Records.

## Список композицій
1. «Frankie and Johnny» (народна) — 7:33
2. «Lover Man» (Джиммі Девіс, Рам Рамірес, Джеймс Шерман) — 5:36
3. «Minority» (Джиджі Грайс) — 6:32
4. «Summertime» (Джордж Гершвін, Айра Гершвін) — 8:03
5. «Nica's Tempo» (Джиджі Грайс) — 4:46
6. «Don't Worry 'bout Me» (Руб Блум, Тед Колер) — 7:42

## Учасники запису
- Джиджі Грайс — альт-саксофон
- Річард Вільямс — труба
- Річард Ваєндс — фортепіано
- Джуліан Юелл — контрабас
- Міккі Рокер — ударні

Технічний персонал
- Есмонд Едвардс — продюсер, фотографія обкладинки
- Руді Ван Гелдер — інженер
- Джо Голдберг — текст